# Meir Ezofowicz (film 1911)
Meir Ezofowicz – polski niemy film fabularny z 1911 roku, oparty na powieści Elizy Orzeszkowej pod tym samym tytułem. Do dziś zachowały się jedynie fragmenty filmu, znajdujące się obecnie w archiwum Filmoteki Narodowej.

## Fabuła
Tytułowy Meir Ezofowicz pochodzi z postępowej rodziny żydowskiej. Młody mężczyzna kieruje się zasadą miłości bliźniego, walczy z zacofaniem i niesprawiedliwością. Popada przy tym w konflikt ze starszyzną miasteczka kierowaną przez rabina. Meir zakochuje się w Gołdzie, młodej karaimce. Ich miłość kończy się tragicznie – Gołda zostaje porwana i utopiona w rzece przez fanatyczny tłum.

## Okoliczności produkcji
Jesienią 1911 roku w prasie pojawiły się doniesienia, że Towarzystwo Udziałowe Sfinks zamierza zrealizować trzy adaptacje filmowe polskiej literatury: Pana Tadeusza według poematu Mickiewicza, Meira Ezofowicza według powieści Orzeszkowej oraz Pracownice Igły według dramatu Zygmunta Przybylskiego. Ostatecznie udało się wyprodukować jedynie drugi z wymienionych filmów, a jego premiera odbyła się 22 września 1911 roku. Z zachowanych fragmentów filmu można wywnioskować, że zdjęcia zrealizowano w plenerach udających Grodno, najprawdopodobniej na Dynasach. Według oficjalnych materiałów promujących film reżyserem był dziennikarz Józef Ostoja-Sulnicki, ale na podstawie wypowiedzi świadków epoki można domniemywać, że reżyserować mógł sam producent Aleksander Hertz.
Zdaniem historyczki kina Małgorzaty Hendrykowskiej Hertz zrezygnował z ekranizowania Mickiewicza, ponieważ znał widowiskową wartość tematu żydowskiego, niezbyt często wykorzystywanego w polskiej kulturze. Co więcej, rynkiem zbytu dla filmu miała być w zamierzeniu Rosja, o czym świadczy współprodukowanie filmu przez rosyjską firmę Globus. Fakt ten sprawiał, że polski temat narodowy był w tym przypadku mniej atrakcyjny. Towarzystwo Sfinks dysponowało również gotowymi ujęciami przedstawiającymi Grodno, ponieważ jego operatorzy nakręcili w 1910 roku reportaż z pogrzebu Orzeszkowej – był to dodatkowy powód skłaniający Hertza do zekranizowania właśnie Meira Ezofowicza. Innym ważnym czynnikiem mogło być oswojenie odbiorców z popularnym typem wizualizacji powieściowych bohaterów, widocznym w ilustracjach Michała Elwiro Andriollego.

## Obsada
Obsada filmu podana za Stanisławem Janickim:
- Maria Dulęba – Gołda
- Władysław Grabowski – pomocnik rabina
- Wiktor Kamiński